# S'Àguila
S'Àguila és una possessió situada a la Marina de Llucmajor, al migjorn de Mallorca.
El primer propietari fou Bernat Palou (1443). El 1454 passà a la família Sureda de Santmartí. Bàrbara Sureda i Fortuny, marquesa de Vivot, donà pas als primers establits (1928). En aquest any la finca tenia una extensió de 1 750 quarterades, un quartó i vint-i-set destres. Els beneficis econòmics de s'Àguila es treien de les ovelles: llana i formatge. El bestiar pasturava a la finca i també a Almallutx, a la Serra de Tramuntana.

## Les cases
Les cases de la possessió tenen una clastra tancada. L'edifici està dividit en dos cossos, un a cada costat de la torre de defensa. A l'esquerra la casa dels senyors i a l'altra la dels amos, tanca el conjunt una clastra, que dona accés a l'interior de les dues dependències. El portal de la capella duu la data de 1694 rematat per un escut de quatre quarters que representen les famílies Sureda, Vivot, Olesa i Verí.

### Torre de defensa
Del conjunt arquitectònic destaca la torre de defensa, que és de planta quadrangular i consta de tres cossos. S'arriba al terrat per una escala de caragol que arranca des de la primera planta. El portal de la planta baixa és de pedra i el llindar de la porta té un perfil conopial resguardant un botó. L'interior és de volta de canó. Cap al racó de la part esquerra del portal d'entrada, hi ha una espitllera en direcció a l'entrada a la clastra de les cases, a la planta superior, amb volta d'aresta, el portal és d'arc de mig punt a l'exterior i de llinda a l'interior. En un racó hi ha l'arrencament de l'escala helicoidal que puja a la cambra superior, i des d'aquesta l'escala continua fins al terrat. En aquest tram d'escala hi ha dues espitlleres, una a cada façana de la torre, essent la primera que es troba de traça ogival a l'exterior. L'altra és de traça senzilla rectangular. Per sobre del parapet del terrat, hi ha una espadanya a la qual manca la campana.
Al terrat hi ha el vèrtex geodèsic núm. 72 394, situat a 110,828 m sobre el nivell de la mar.